# Hieracium belsetanum
Hieracium belsetanum es una especie de planta con flor del género Hieracium, de la familia Asteraceae, orden Asterales.

## Distribución
Hieracium belsetanum se distribuye por España.

## Taxonomía
Fue descrita científicamente por Mateo. Fue publicada en Flora Montiber. 51: 42 (2012).